# 내 마음의 수채화
내 마음의 수채화는 평일에는 김혜미 아나운서와 주말에는 아나운서 김란아가 진행하고 있는 경기방송의 라디오 프로그램으로 2019년 1월 7일에 신설하여 2020년 3월 29일 경기방송 폐국과 함께 폐지되었다.

## 프로그램 소개
- 지친 하루의 흔적을, 한 폭의 수채화로 물들여드릴께요. 이제 우린, '음악공동체'로 묶인 거예요. 저기요, 매일 저녁 들러주실 거죠?

## 진행자
- 김혜미 (경기방송 보도부 아나운서) 평일
- 김란아 (K쇼핑 쇼호스트) 주말

## 코너
- 혜미네 상담카페
- 풍경을 그리다
- 수채화 같은 노래
- 우리들만의 스케치북
- 뮤직 투게더 행복 두개더

| KFM 경기방송                                           |                    |                                                  |
| 이전                                                   | 내 마음의 수채화   | 다음                                             |
| 유연채의 시사공감 (평일) 최진의 음악충전 (주말)        | 내 마음의 수채화   | 서린의 여우야 (평일) 이세나의 8090 콘서트 (주말) |
| 오후6시 ~ 오후8시 (평일) 오후6시 10분 ~ 오후8시 (주말) | 오후8시 ~ 오후10시 | 오후10시 ~ 밤12시                                |
|                                                        |                    |                                                  |